# 1958年亞洲運動會跳水比賽
1958年亞洲運動會跳水比賽於5月28日–31日在日本東京體育館室內游泳池舉行，此次比賽設兩個小項（3公尺跳板、10公尺跳台）。東道主日本隊奪得四枚金牌及四枚銀牌。

## 各項成績

### 男子
| 項目                | 金牌                 | 银牌                     | 铜牌                            |
| 3公尺跳板 （詳細）  | 馬場豐 · 日本（JPN） | 板本覃八 · 日本（JPN）   | Manouchehr Fasihi · 伊朗（IRN） |
| 10公尺跳台 （詳細） | 馬淵良 · 日本（JPN） | 山野外嗣夫 · 日本（JPN） | Hassan Azami · 伊朗（IRN）      |

### 女子
| 項目                | 金牌                     | 银牌                     | 铜牌                     |
| 3公尺跳板 （詳細）  | 津谷鹿乃子 · 日本（JPN） | 角仓左久子 · 日本（JPN） | 葉戴霞 · 中华民国（ROC） |
| 10公尺跳台 （詳細） | 渡邊久美子 · 日本（JPN） | 宮本正美 · 日本（JPN）   | 沒有頒發                 |

## 獎牌榜
| 排名                     | 国家 / 地区              | 金牌 | 銀牌 | 銅牌 | 总计 |
| ------------------------ | ------------------------ | ---- | ---- | ---- | ---- |
| 1                        | 日本（JPN）              | 4    | 4    | 0    | 8    |
| 2                        | 伊朗（IRN）              | 0    | 0    | 2    | 2    |
| 3                        | 中华民国（ROC）          | 0    | 0    | 1    | 1    |
| 总计（共3个国家 / 地区） | 总计（共3个国家 / 地区） | 4    | 4    | 3    | 11   |

## 外部鏈接
- Medals

Template:1958年亚洲运动会项目